# صفاایشان
صفاایشان روستایی در دهستان نفتلیجه بخش مرکزی شهرستان گمیشان استان گلستان ایران است.

## جمعیت
بر پایه سرشماری عمومی نفوس و مسکن در سال ۱۳۹۵ جمعیت این مکان ۴۴۹ نفر (۱۱۸خانوار) بوده‌است.